# Carlos Mario Arboleda
Carlos Mario Arboleda Ampudia (Medellín, Antioquia, Colombia; 8 de junio de 1986) es un futbolista colombiano. Juega de Lateral derecho en Envigado Fútbol Club de la Liga Betplay.

## Trayectoria
Luego de jugar 296 partidos y hacer 8 goles con el Rionegro Águilas siendo el jugador que más veces vistió dicha casaca, a mediados de 2016 ficha con Independiente Santa Fe.

## Estadísticas
| Atlético Bello · Colombia                                                                                                   | 2ª            | 2006-07       | 21  | 0 | -  | - | -  | - | 21  | 0  |
| Atlético Bello · Colombia                                                                                                   | Total club    | Total club    | 21  | 0 | 0  | 0 | 0  | 0 | 21  | 0  |
| Deportivo Rionegro · Colombia                                                                                               | 2ª            | 2008          | 46  | 0 | -  | - | -  | - | 46  | 0  |
| Deportivo Rionegro · Colombia                                                                                               | Total club    | Total club    | 46  | 0 | 0  | 0 | 0  | 0 | 46  | 0  |
| Envigado F. C. · Colombia                                                                                                   | 2ª            | 2009          | 3   | 0 | -  | - | -  | - | 3   | 0  |
| Envigado F. C. · Colombia                                                                                                   | Total club    | Total club    | 3   | 0 | 0  | 0 | 0  | 0 | 3   | 0  |
| Águilas Doradas · Colombia                                                                                                  | 1ª            | 2009-10       | 45  | 3 | 15 | 0 | -  | - | 60  | 3  |
| Águilas Doradas · Colombia                                                                                                  | 1ª            | 2011          | 30  | 0 | 6  | 0 | -  | - | 36  | 0  |
| Águilas Doradas · Colombia                                                                                                  | 1ª            | 2012          | 43  | 1 | 4  | 0 | -  | - | 47  | 1  |
| Águilas Doradas · Colombia                                                                                                  | 1ª            | 2013          | 42  | 0 | 2  | 0 | 7  | 0 | 51  | 0  |
| Águilas Doradas · Colombia                                                                                                  | 1ª            | 2014          | 39  | 0 | 4  | 1 | 2  | 0 | 45  | 1  |
| Águilas Doradas · Colombia                                                                                                  | 1ª            | 2015          | 34  | 1 | 2  | 0 | 4  | 0 | 40  | 1  |
| Águilas Doradas · Colombia                                                                                                  | 1ª            | 2016          | 18  | 2 | 1  | 0 | -  | - | 19  | 2  |
| Águilas Doradas · Colombia                                                                                                  | Total club    | Total club    | 251 | 7 | 34 | 1 | 13 | 0 | 298 | 8  |
| Santa Fe · Colombia | 1ª            | 2016          | 8   | 0 | 6  | 0 | 6  | 0 | 16  | 0  |
| Santa Fe · Colombia | 1ª            | 2017          | 19  | 0 | 2  | 0 | 3  | 0 | 26  | 0  |
| Santa Fe · Colombia | 1ª            | 2018          | 27  | 1 | 1  | 0 | 17 | 0 | 45  | 1  |
| Santa Fe · Colombia | 1ª            | 2019          | 40  | 1 | 5  | 0 | -  | - | 45  | 1  |
| Santa Fe · Colombia | 1ª            | 2020          | 11  | 0 | -  | - | -  | - | 11  | 0  |
| Santa Fe · Colombia | Total club    | Total club    | 105 | 2 | 14 | 0 | 26 | 0 | 145 | 2  |
| La Equidad · Colombia | 1ª            | 2021          | 10  | 0 | 3  | 0 | 0  | 0 | 13  | 0  |
| La Equidad · Colombia | 1ª            | 2022          | 17  | 0 | 1  | 0 | 0  | 0 | 18  | 0  |
| La Equidad · Colombia | 1ª            | 2023          | 13  | 0 | 0  | 0 | 0  | 0 | 13  | 0  |
| La Equidad · Colombia | Total club    | Total club    | 40  | 0 | 4  | 0 | 0  | 0 | 44  | 0  |
| Total carrera | Total carrera | Total carrera | 466 | 9 | 52 | 1 | 39 | 0 | 557 | 10 |
| (1) Incluye datos de la Copa Colombia . (2) Incluye datos de Copa Sudamericana. (3) No incluye goles en partidos amistosos. |               |               |     |   |    |   |    |   |     |    |

## Palmarés

### Campeonatos nacionales
| Título                | Club             | País     | Año  |
| --------------------- | ---------------- | -------- | ---- |
| Primera B             | Rionegro Águilas | Colombia | 2010 |
| Torneo Finalización   | Santa Fe         | Colombia | 2016 |
| Superliga de Colombia | Santa Fe         | Colombia | 2017 |

### Campeonatos internacionales
| Título           | Club     | País           | Año  |
| ---------------- | -------- | -------------- | ---- |
| Copa Suruga Bank | Santa Fe | Kashima, Japón | 2016 |